# Vedi
Vedi (in armeno Վեդի?) è una città di circa 13 300 abitanti (2007) della provincia di Ararat in Armenia.
Si trova lungo le sponde del fiume omonimo ed è famosa per la distilleria VEDIALCO produttrice del vino Vernashen.